# Síndrome de disincronía
El síndrome de disincronía es la falta de sincronización en el desarrollo intelectual, social, afectivo, físico y motor de un niño superdotado o con altas capacidades intelectuales. Fue descrito por Jean Charles Terrassier en 1994. Esta podría dividirse en dos grandes bloques: disincronía interna y disincronía social. Bien es sabido que las personas superdotadas intelectualmente se enfrentan en muchos casos a una serie de dificultades vitales que les afectan día a día y con más intensidad en los primeros años.

## Disincronía interna
Es aquella que tiene lugar en el ámbito del niño consigo mismo, caracterizada por desarrollar de manera irregular varias de las funciones que acompañan a todos los seres humanos. Dentro de este grupo encontramos:
- Disincronía intelectual - psicomotora: la mayoría de los niños superdotados - altas capacidades intelectuales aprenden con gran precocidad a leer; sin embargo, pueden tener problemas con la escritura puesto que su evolución motora es más lenta. Resulta difícil coordinar una gran agilidad mental con los movimientos, aún torpes, de una mano infantil. Sin embargo, estos niños suelen trazar dibujos o escribir con gran frecuencia, dado su carácter curioso e inquieto. Forzar a los superdotados para que empiecen a escribir sin estar preparados puede provocarles estados de ansiedad e insatisfacción.

- Disincronía lenguaje - razonamiento: los niños superdotados o con altas capacidades intelectuales, suelen desarrollar antes la capacidad de razonamiento, al ser más abstracta; que la del lenguaje, que no adquieren por sí mismos sino a través de los estímulos auditivos del entorno. Por ello, en sus primeras etapas, estos niños pueden tener dificultades para expresar sus propios razonamientos, al no haber adquirido un conocimiento del lenguaje (ya de por sí muy elevado) acorde con las ideas que desean expresar. Asimismo, al ser su comprensión muy rápida, pueden darse casos en los que el niño no memorice lo que se le está explicando, creyendo que basta con entenderlo. En consecuencia, cuando se les pide que repitan dicha lección, pueden llegar a hacerlo con mayor torpeza que otro niño que haya permanecido atento. Este caso, aunque los niños superdotados gozan de gran memoria, debe ser tenido en cuenta como rasgo de la disincronía.

- Disincronía afectiva - intelectual: la gran capacidad intelectual del niño superdotado o con altas capacidades intelectuales puede producirle angustia, ya que emocionalmente todavía es inmaduro. Tiene una riqueza mental extraordinaria que es difícil de procesar. Además, el hecho de saberse y sentirse diferentes al resto puede provocarles baja autoestima, estados de ansiedad o depresión. No es necesario que los adultos traten de razonar con el niño para que este exprese sus temores, animándole y aconsejándole acerca de sus problemas o preocupaciones. No debe caerse en el error de considerar al niño superdotado como si fuese un adulto capaz de desenvolverse por sí mismo, ya que, aunque intelectualmente  se encuentren en un umbral superior a su edad, a nivel emocional, no se encuentran superior que los otros niños.  Aunque se deben inculcarle actitudes que remarquen su diferencia, no se lo debe mantener alejado del trato con otros niños en lo absoluto. La afectividad es también de mucha importancia.

## Disincronía social
Es aquella que afecta a las relaciones con el mundo que le rodea.
- Disincronía en la escuela: el desarrollo mental de un niño superdotado o con altas capacidades intelectuales es mayor al del resto de la clase. Al verse obligado a seguir un ritmo de estudios por debajo del que sus capacidades demandan, se aburrirá en clase y no desarrollará estrategias tan necesarias en un estudiante como el hábito de estudio, la disciplina o la organización. Como consecuencia, en cursos superiores su rendimiento puede ser incluso inferior al de la media e incluso no es inusual que los niños con altas capacidades lleguen a fallar en sus estudios, incluso al grado de reprobar. Llegado a este caso, el joven superdotado se sentirá frustrado, lo cual gracias a su hipersensibilidad puede llevar a cierto grado de depresión. Aunque continuará gozando de una gran capacidad. Por otra parte, los niños superdotados suelen mostrarse más entusiastas con aquello que les apasiona y acapara su atención (aquello que deciden aprender por sí mismos) que con los contenidos (mínimos) que reciben en la escuela, con lo que desarrollan una amplia cultura para su edad y palían las frustraciones sufridas con el bajo nivel de la clase.

- Disincronía en la familia: aunque normalmente son los padres los primeros en percibir la precocidad de sus hijos, en ocasiones no están preparados para dar respuesta a sus preguntas. Esto puede provocar una gran angustia en el niño con altas capacidades intelectuales (ACI-superdotado), que se verá obligado a tomar una decisión drástica: contentarse con lo que ya saben y no buscar más respuestas, con lo que su curiosidad se verá coartada; o bien buscar el conocimiento fuera de la familia, con el consiguiente sentimiento de culpabilidad.

No debemos olvidar de que para estos niños solo una cosa (adquirir conocimientos) es de vital importancia para su desarrollo social, emocional e intelectual.
- Disincronía del niño con sus compañeros: Debido a sus diferencias, algunos de estos niños tenderán a quedarse solos en los recreos, ya que no suelen ser comprendidos por el resto de los iguales. En el caso de que consigan serlo, podrán llegar a ejercer un cierto liderazgo, en el cual reflejarán su deseo de compartir lo que tienen, aunque debido a su extrema sensibilidad no serán capaces de comprender el motivo de ciertas acciones hostiles por parte de sus pares. El niño suele relacionarse mejor con los mayores, ya que estos se muestran más comprensivos, además de poder conversar con ellos aquello que les es imposible con la mayoría de los niños.